# Lycée-collège La Mennais
Le lycée-collège La Mennais, traditionnellement appelé collège La Mennais, est un établissement scolaire privé (catholique) de Papeete en Polynésie française qui accueille plus de 2 000 élèves du secondaire. Il est situé dans le quartier de la Mission (centre-ville) et s'étend sur cinq hectares.

## Historique
Fondée en 1860, l'école des Frères prend le nom de collège Jean-Marie de La Mennais en 1960. Une statue représentant Jean-Marie de La Mennais est érigée en 1985 à l'occasion du 125e anniversaire de la présence des Frères de l'instruction chrétienne en Polynésie française.

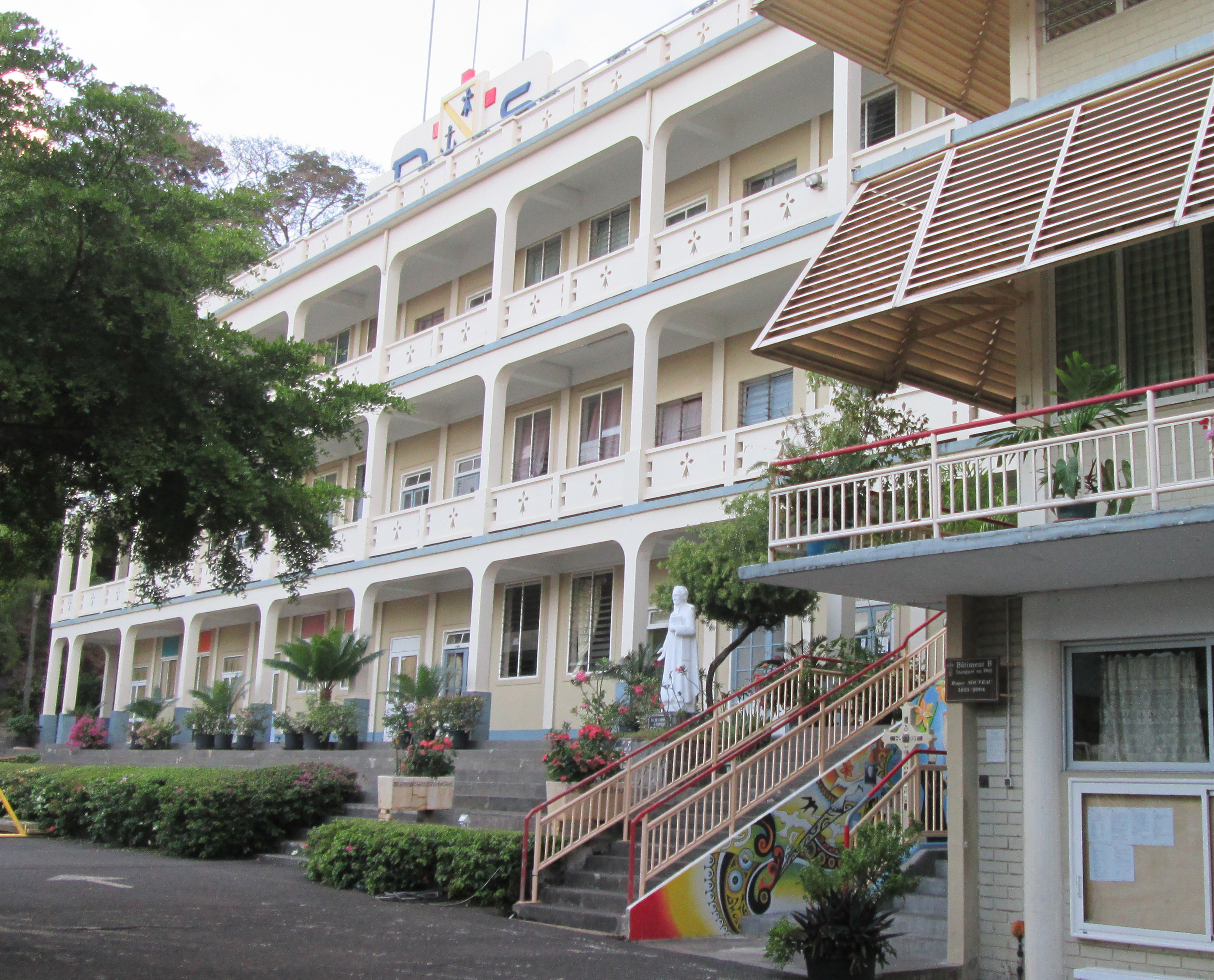
Collège La Mennais, ancien bâtiment
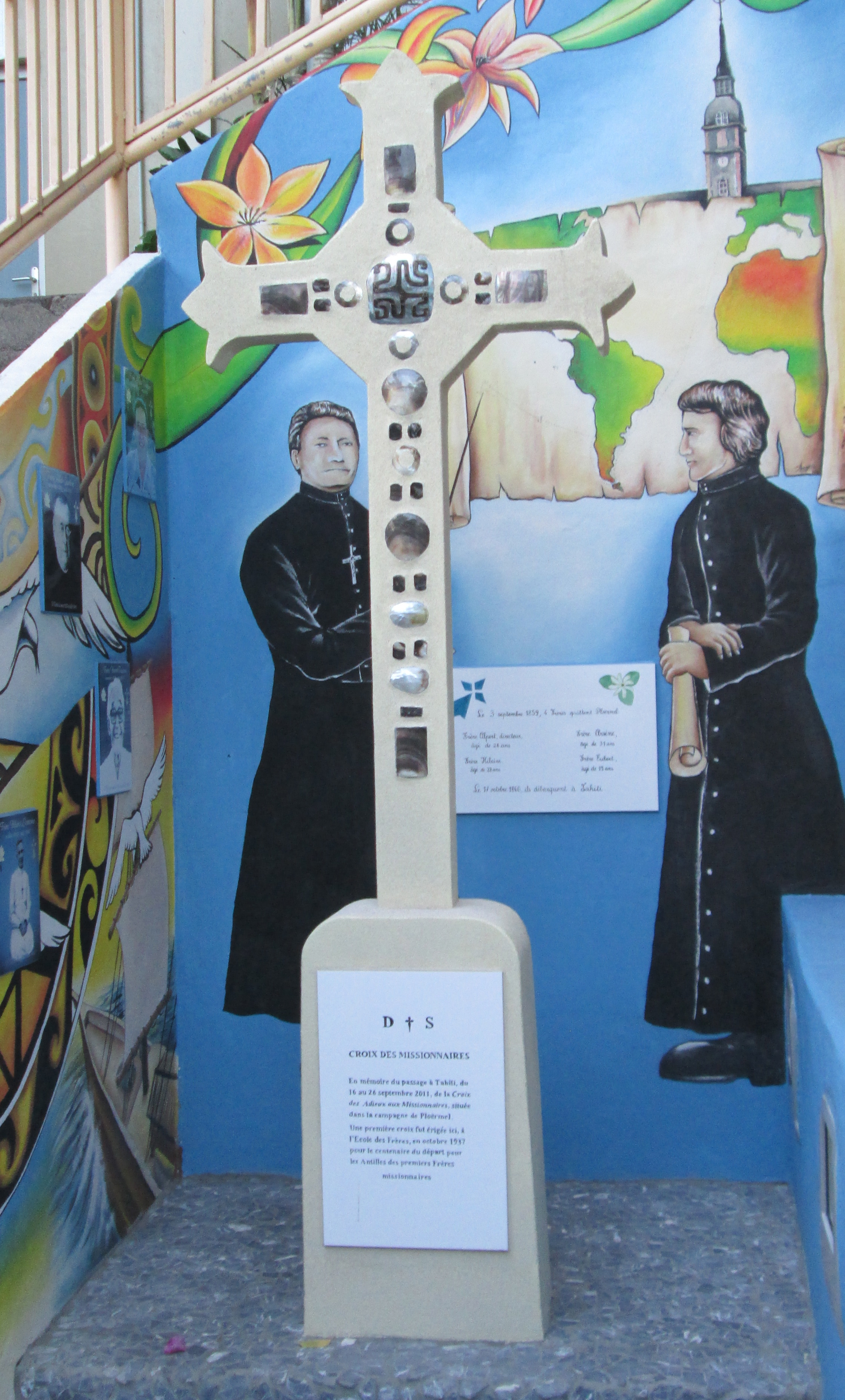
Fresque représentant les frères fondateurs